# Strongylophthalmyia angustipennis
Strongylophthalmyia angustipennis är en tvåvingeart som beskrevs av Axel Leonard Melander 1920. Strongylophthalmyia angustipennis ingår i släktet Strongylophthalmyia och familjen långbensflugor. Inga underarter finns listade i Catalogue of Life.